# Ba (westafrikanischer Familienname)
Ba, Bâ und Bah ist ein Familienname in Westafrika, mit den Ursprung von Fulbe. In der Fulbe-Kultur von Mali und Senegal wird der Nachname Diakité als gleichwertig angesehen.

## Namensträger
- Abasse Ba (* 1976), senegalesischer Fußballspieler
- Abdoul Ba (* 1994), mauretanisch-französischer Fußballspieler
- Abdoulaye Ba (* 1991), senegalesischer Fußballspieler
- Adama Ba (* 1993), mauretanischer Fußballspieler
- Amadou Ba (* 1961), senegalesischer Politiker und Beamter
- Boubakar Ba (1935–2013), nigrischer Mathematiker
- Demba Ba (* 1985), senegalesischer Fußballspieler
- El-Hadji Ba (* 1993), französischer Fußballspieler
- El Hadji Khalifa Ba (* 1985), senegalesischer Fußballspieler
- Fatoumata Ba (* 1986), senegalesische Unternehmerin
- Houlèye Ba (* 1992), mauretanische Leichtathletin
- Ibrahim Ba (* 1973), französischer Fußballspieler
- Inday Ba (1972–2005), schwedisch-senegalesische Schauspielerin
- Issa Ba (* 1981), senegalesischer Fußballspieler
- Jean-Patrick Iba-Ba (* 1966), gabunischer Geistlicher, römisch-katholischer Erzbischof von Libreville
- Khtatia Bâ (* 1990), senegalesischer Kanute
- Mariama Bâ (1929–1981), senegalesische Schriftstellerin
- Mohamadou Lamine Ba (* 2001), malischer Fußballspieler
- Omar Ba (Leichtathlet) (* 1949), senegalesischer Leichtathlet
- Omar Ba (* 1972), senegalesischer Basketballspieler
- Oumar Ba (1906–1964), nigrischer Politiker
- Ousmane Ba (* 1919), malischer Politiker
- Ousseynou Ba (* 1995), senegalesischer Fußballspieler
- Papa Ibrahima Ba (* 1946), senegalesischer Weitspringer
- Papa Malick Ba (* 1980), senegalesischer Fußballspieler
- Pape Samba Ba (* 1982), senegalesischer Fußballspieler
- Pape Ibnou Ba (* 1993), mauretanisch-senegalesischer Fußballspieler
- Pape Meïssa Ba (* 1997), senegalesischer Fußballspieler
- Sanoussy Ba (* 2004), deutscher Fußballspieler